# 大福寺 (南魚沼市)
大福寺（だいふくじ）は、新潟県南魚沼市にある真言宗豊山派の寺院。境内に推定樹齢300年のイチョウがある。

## 歴史
- 614年（推古天皇22年）- 蘇我馬子によって開かれたのが始まりと伝えられている[1]。
- 1193年（建久4年）- 初代鎌倉幕府将軍源頼朝の祈願所。
- 1559年（永禄2年）- 上杉謙信（関東管領、越後国守護職、春日山城主）の祈願所。

## 関連書籍
- 高橋与兵衛 著『遍路の旅 越後八十八カ所霊場』新潟日報事業社 ISBN  978-4861320729 (2004/10/1)
- 越後新四国八十八ヶ所霊場会 編集『越後八十八ヶ所霊場めぐり』考古堂書店 ISBN 978-4874991831（1993/8 ）

## 寺院の周辺
- 登川河川公園・清水峠
- 高千代酒造・テーブルマーク新潟魚沼工場
- 槻岡寺・雲洞庵
- 越後上田郵便局
- みなかみユネスコエコパーク

## 交通アクセス
- 車:関越自動車道塩沢石打ICより、新潟県道28号塩沢大和線・国道291号で約20分。
- 南越後観光バス MS 六日町駅＝沢口＝清水 線「広道」バス停（六日町駅からの所要約20分）より徒歩5分。
- 市民バス 上田・泉田コース「広道」バス停（六日町駅角からの所要約27分[2]）より徒歩約5分。